# Gul öronblomfluga
Gul öronblomfluga (Pelecocera scaevoides) är en tvåvingeart som först beskrevs av Fallen 1817.  Gul öronblomfluga ingår i släktet öronblomflugor, och familjen blomflugor.
Artens utbredningsområde är Sverige. Arten är reproducerande i Sverige. Inga underarter finns listade i Catalogue of Life.